# 앵글로 체로키 전쟁
앵글로 체로키 전쟁(Anglo–Cherokee War, 1758년 ~ 1761년) 은 유럽에서는 또한 체로키 전쟁, 체로키 봉기 또는 체로키 반란 등으로 부르기도 한다. 이 전쟁은 프렌치 인디언 전쟁 기간 동안 북아메리카의 영국군과 체로키 인디언 부족 사이의 충돌이다. 영국군과 체로키는 전쟁의 초반에는 동맹군이었다. 그러다가 영미 개척민들과 체로키족 사이에 1750년대 긴장이 고조되었고, 1758년 최고조에 이르렀다.

## 전조
1711년~1715년 사이의 투스카로라 전쟁에서 캐롤라이나 식민지의 편을 든 이후, 체로키 족은 1715년-1717년 사이에 벌어진 야마시 전쟁이 발발하자 전쟁 중간에 영국 동맹군에게 등을 돌렸다. 이러한 행동은 야마시 족의 패배를 더욱 확실하게 했다. 이후 체로키 부족은 프렌치 인디언 전쟁이 벌어질 때까지 영국의 연합군으로 있었다.

## 같이 보기
- 치카모가 전쟁